# Jorge Herrán
Jorge Herrán (* 5. Februar 1897 in Uruguay; † 5. September 1969) war ein uruguayischer Architekt und Politiker.
Herrán studierte an der Universidad de la República in Montevideo, wo er 1921 sein Studium an der Fakultät für Architektur erfolgreich abschloss. Fünf Jahre später heiratete er Josefina Puig Larravide, mit der er einen Sohn und drei Töchter hatte. Vom 20. März 1935 bis März 1942 war er uruguayischer Bauminister. Von Januar 1944 bis Oktober 1946 war er im Instituto Nacional de Viviendas Económicas tätig.
Seine bedeutendsten Werke in der Umgebung von Montevideo sind:
- Die Dirección de Aduanas y Capitanía General de Puertos (1923) im Hafen von Montevideo. Es handelt sich dabei um ein mit dem von Eliel Saarinen geschaffenen Bahnhof von Helsinki vergleichbares Gebäude. Seit 1975 ist dies als national-historisches Denkmal eingestuft.[2]
- Das Edificio Mac Lean (1930) in der calle Solís Nr. 1531–1533
- Der Sitz des Yacht Club Uruguayo (1934–1939) im Hafen von Buceo. Dieses gemeinsam mit Luis Crespi entworfene Gebäude ist ein bemerkenswertes Beispiel der nautischen Variante der Art-Déco-Architektur.[3]
- Das Edificio Posadas Belgrano, welches heutzutage als Sitz der Banco Comercial dient.